# Barry Diawadou
Pour les articles homonymes, voir Barry.
Barry Diawadou, né le 10 mai 1916 à Dabola en Guinée française et mort le 1er juillet 1973 à Conakry, est un homme politique guinéen.

## Biographie
Barry Diawadou est fils aîné d'Almami Aguibou, un descendant de la branche Soriya de l'ancienne dynastie régnante de la confédération islamique de Fouta Djalon.

## Parcours professionnel
Il siégeait à l'Assemblée nationale française de 1954 à 1958.
Apres l'indépendance de la Guinée, il est ministre de l'Éducation de 1958 en 1961 et ministre des Finances 1961 en 1963.
Diawadou est ambassadeur de Guinée au Caire entre 1963 et 1966, puis directeur de l’imprimerie nationale Patrice-Lumumba de 1966 jusqu'à son arrestation en 1969.

## Arrestation et mort
Barry Diawadou portait parfois la voix de l'opposition, il est désigné comme participant, en février 1969, aux événements entourant le complot Labé aussi appelé complot Kaman-Fodeba contre le régime du président Ahmed Sékou Touré. Barry Diawadou n'était que l'un des dizaines d'accusés, qui comprenaient d'autres ministres et membres du cabinet, des hauts fonctionnaires et des officiers militaires, qui auraient tous participé au complot. Il aurait été exécuté par un peloton d'exécution à Camp Boiro en juillet 1973.

## Hommage
Après sa mort deux écoles porte son nom notamment le lycée collège de Dabola et l'école primaire à Dixinn.